# Прапор Тайкурів
Прапор Тайкурів — офіційний символ села Тайкури, Рівненського району Рівненської області, затверджений 6 червня 1997 р. рішенням сесії сільської ради. 
Автори — А. Гречило та Ю. Терлецький.

## Опис
На квадратному полотнищі рівний жовтий хрест (ширина рамен хреста становить 1/5 сторони прапора); верхнє від древка та нижнє з вільного краю поля червоні, два інші — чорні; у верхньому від древка полі білий лапчастий хрест.

## Значення символів
Прапор несе кольори та елементи герба — прямий хрест є символом св. Юрія, а лапчастий — знаком Волині.